# 國家標準時間
| 2025年7月3日 15:03:17（UTC+8）– |

國家標準時間（英語：National Standard Time，縮寫：NST），也稱為臺灣標準時間、臺北時間，為中華民國現行採用的標準時間，比世界協調時間快八個小時。此時間與新加坡標準時間、北京时间、香港時間、澳門標準時間、菲律賓標準時間、馬來西亞標準時間、蒙古國標準時間，等皆位於同一個時區，即UTC+8。由經濟部標準檢驗局附屬之國家時間與頻率標準實驗室規範與管理服務。官方文件使用過中原時區標準時、中原標準時間、中原標準時、中原時等稱呼。

## 簡介

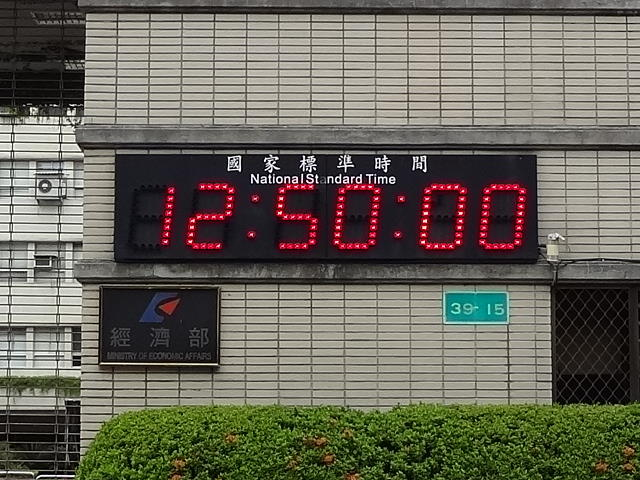
中華民國經濟部大樓大門旁的國家標準時間數字鐘

國家標準時間乃由中華民國經濟部標準檢驗局附屬之國家時間與頻率標準實驗室規範與管理服務，此實驗室是由位於桃園市楊梅區的中華電信研究院負責主持；其每日將其實驗室內原子鐘所產生的時間與國際度量衡局的人造衛星訊號做時頻比對，以產生最接近世界協調時間的時間並將其發佈。該實驗室最早是交通部電信研究所（中華電信研究院前身）於1969年成立的「時間與頻率標準實驗室」，從1974年12月開始受經濟部委託來負責國家標準時間的測量與授時工作。

## 歷史
1918年，北洋政府中央觀象台將全國划分為五個標準時區，其中「中原時區」較世界協調時快八小時（UTC+8時區）「隴蜀時區」較世界協調時快七小時（UTC+7時區）。
中華民國內政部於1939年3月9日在陪都重慶召開標準時間會，會議決定「在抗戰期間，全國一律暫用一種時刻，即以隴蜀時區之時刻為標準」。
抗戰勝利後，內政部關於全國各省市按區執行標準時的決定開始生效。最早恢復使用的是中原標準時。中華民國官方文件對中原時區的標準時間稱法有「中原時區標準時」、「中原標準時間」、「中原標準時」、「中原時」。
中國廣播公司整點報時長期使用「中原標準時間」，2005年時經濟部標準檢驗局表示：現在已經建立一套國家時間標準，就是一個台灣地區時間的度量衡單位，並未冠上「中原標準時間」或「台灣時間」等稱號，也沒有打算為其命名，且「中原標準時間」的說法在政府播遷來台以後已經不適用，因此建議中國廣播公司不再用此報時，當時未被採納。2007年1月12日中午起中國廣播公司才以「現在時間」取代「中原標準時間」作整點報時。

### 臺灣的時區變動
1683年，大清派軍隊佔領台灣後，當地時間采用北京钦天监所觀測建立的曆時標準。
台灣日治時代的時區曾經有過數次變動：日本本土於1886年設定了日本標準時，而之後於1895年6月17日，由首任臺灣總督於原台灣布政使司衙門宣布在臺灣「始政」標誌台灣日治時期的開始，而台灣最初暫時直接采用日本本土一般標準時，與日本本島一致（UTC+9）。日本隨後為新加入的台、澎領土建立新時區，台灣也因此自1896年1月1日至1937年9月間採用日本「西部標準時」（UTC+8時區），其使用時期橫跨了日治時代的絕大部分時期。1937年由於太平洋戰爭的爆發，台灣改使用「中央標準時」（UTC+9），一直到1945年日本戰敗。
1945年後，台灣加入中國標準時間「中原時區」。
| 臺灣所在時區 | 國家       | 標準時名稱 | 開始日期   | 結束日期   |
| ------------ | ---------- | ---------- | ---------- | ---------- |
| UTC+09:00    | 大日本帝国 | 日本標準時 | 1895-06-17 | 1895-12-31 |
| UTC+08:00    | 大日本帝国 |            | 1896-01-01 | 1937-09-30 |
| UTC+09:00    | 大日本帝国 |            | 1937-10-01 | 1945-09-20 |
| UTC+08:00    | 大日本帝国 |            | 1945-09-21 | 1945-10-25 |
| UTC+08:00    | 中華民國   |            | 1945-10-25 | 使用中     |

#### 網友提議
2017年10月，部分網友在中華民國國家發展委員會公共政策網路參與平臺發起連署，提議將中華民國採用的標準時間改為與日韓相同的UTC+9，兩日內聚集超過五千人連署，此已達連署門檻；這項連署連動引發另一群網友不滿，並即發起支持維持時區不變之連署，亦於二日內達到連署門檻。經行政院召開協作會議後，內政部於同年12月19日公開回應「更改時區無法有效解決類似國土認同、國家定位等問題，此將致調整時區成為流於形式層面」。

## 夏令時間
中華民國從1945年起，即曾連續數年在夏季實施日光節約時間（俗稱夏令時）：最初僅於中國大陸實施（當時中華民國尚未收復臺灣），1946至1949年在兩岸則皆有實施，而於1949年國府遷臺後，在自由地區繼續實施至1961年為止。
爾後又曾因全球能源危機，於1974、1975及1979年分別實施夏令時制，後自1980年起即停止實施迄今。
每次夏時制的起訖日期略有更動，而正式名稱則於不同年份稱為「夏令時間」或「日光節約時間」。
中華民國曾經實施夏令時間紀錄如下：
| 年   | 開始日期 | 結束日期 | 名稱         | 備註                                         |
| ---- | -------- | -------- | ------------ | -------------------------------------------- |
| 1945 | 5月1日   | 9月30日  | 夏令時間     | 未在台灣實施                                 |
| 1946 | 5月15日  | 9月30日  | 夏令時間     | [ 23 ]                                       |
| 1947 | 4月15日  | 10月31日 | 夏令時間     | 原訂實施至9月30日，9月15日公布延長至10月31日 |
| 1948 | 5月1日   | 9月30日  | 夏令時間     | [ 27 ]                                       |
| 1949 | 5月1日   | 9月30日  | 夏令時間     | [ 28 ]                                       |
| 1950 | 5月1日   | 9月30日  | 夏令時間     | [ 29 ]                                       |
| 1951 | 5月1日   | 9月30日  | 夏令時間     | [ 30 ]                                       |
| 1952 | 3月1日   | 10月31日 | 日光節約時間 | [ 31 ]                                       |
| 1953 | 4月1日   | 10月31日 | 日光節約時間 | [ 32 ]                                       |
| 1954 | 4月1日   | 10月31日 | 日光節約時間 | [ 33 ]                                       |
| 1955 | 4月1日   | 9月30日  | 日光節約時間 | [ 34 ]                                       |
| 1956 | 4月1日   | 9月30日  | 日光節約時間 | [ 35 ]                                       |
| 1957 | 4月1日   | 9月30日  | 夏令時間     | [ 36 ]                                       |
| 1958 | 4月1日   | 9月30日  | 夏令時間     | [ 37 ]                                       |
| 1959 | 4月1日   | 9月30日  | 夏令時間     | [ 38 ]                                       |
| 1960 | 6月1日   | 9月30日  | 夏令時間     | [ 39 ]                                       |
| 1961 | 6月1日   | 9月30日  | 夏令時間     | 1962年起停止實施                             |
| 1974 | 4月1日   | 9月30日  | 日光節約時間 | [ 42 ]                                       |
| 1975 | 4月1日   | 9月30日  | 日光節約時間 | 1976年起停止實施                             |
| 1979 | 7月1日   | 9月30日  | 日光節約時間 | 1980年起停止實施                             |

## 外部連結
- 國家時間與頻率標準實驗室 （页面存档备份，存于）（繁體中文）
- National Time and Frequency Standard Laboratory （页面存档备份，存于） （英文）
- 台灣時間 （页面存档备份，存于）
- 台北時間 （页面存档备份，存于）